# Vialta
Vialta is een Belgisch kamerkoor, opgericht in 1989.
In 1989 begon Vialta als een bescheiden familiekoor. De naam is een samentrekking van Via Alta, een Latijnse vertaling van Hoogstraten, de plaats van oprichting. Bekende leden van de familie zijn de zangeressen Anne Van Opstal en Sara Van Opstal (PSI). Het koor zingt in de Sint-Katharinakerk. In samenwerking met toneelgemeenschap Tinello bracht Vialta de musical "Frankenstein" in 2008. Een opvoering naar de hand van Hugo Matthysen. Sindsdien zongen en speelden ze mee in tal van musicals. Tijdens de Heiligbloed Processie van Hoogstraten wordt er het vierstemmige koraal van Bach "Vater unser im Himmelreich" gezongen. Vialta verzorgt elk jaar opnieuw in de processie de "Onze Vader-groep".

## World Choir Games 2021
Vialta nam deel aan de World Choir Games van 2021. Het koor nam deel aan twee competities: de "Open competitie Mixed vocal ensembles & Chamber Choirs" en de "Open competitie Musica sacra with accompaniment". Ze behaalden respectievelijk een gouden en een zilveren diploma.